# رقص خیابانی ۲
رقص خیابانی ۲ (به انگلیسی: StreetDance 2) یک فیلم ۳ بعدی درام بریتانیایی محصول سال ۲۰۱۲ است.
رقاص هیپ هاپ سوفیا بوتلا ، فالک هنچل ، بازیگر اسکاتلندی تام کونتی و ستارگان برنامهٔ بریتانیا استعداد دارد ، جورج سمپسون و فاولس در این فیلم ایفای نقش میکنند.